# دوغ بيرك
دوغ بيرك (بالإنجليزية: Doug Burke)‏ هو لاعب كرة الماء أمريكي، ولد في 30 مارس 1957 في موديستو في الولايات المتحدة.

## وصلات خارجية
- دوغ بيرك على موقع الاتحاد الدولي للسباحة (الإنجليزية)
- دوغ بيرك على موقع الاتحاد الدولي للسباحة (الإنجليزية)
- دوغ بيرك على موقع قاعة مشاهير السباحة الأمريكية (الإنجليزية)
- دوغ بيرك على موقع اللجنة الأولمبية الدولية (الإنجليزية)
- دوغ بيرك على موقع أوليمبيديا (الإنجليزية)